# Leippersberg (Wüstung)
Leippersberg ist eine Wüstung in der nördlichen, zur Gemarkung des Ortsteils Geifertshofen gehörenden Gemeindeexklave von Bühlerzell im Landkreis Schwäbisch Hall im nordöstlichen Baden-Württemberg.

## Geographische Lage
Der frühere Siedlungsplatz Leippersberg lag auf etwa 435 m ü. NHN nahe am höchsten Punkt der Erhebung Leippersberg, dem Mündungssporn des Tals der Fischach zum abwärtigen Tal der aufnehmenden Bühler. Der Siedlungsplatz war jeweils in Luftlinie etwa 2,0 km von Bühlertann im Nordosten, 0,8 km vom Bühlertanner Wohnplatz Weidenmühle im Osten und  1,5 km vom Weiler Kottspiel derselben Gemeinde im Südosten entfernt, alle drei an der Bühler gelegen, sowie etwa 2,1 km vom Bühlerzeller Dorf Geifertshofen im Süden und etwa 1,5 km vom Obersontheimer Weiler Unterfischach, dieser im Fischachtal. An der Wüstung vorbei, die heute zumindest zum Teil überwaldet ist, führt ein Wirtschaftsweg von Unterfischach an dessen Kläranlage vorbei über den Bergstock hinüber zur Bühlertalstraße L 1072 bei der Weidenmühle. Wenig nordöstlich von ihm liegt noch heute am oberen Abhang zum Bühlertal hinunter eine kleine Ackerlichtung. Jenseits des genannten, hier etwa südöstlich laufenden Weges zieht sich eine größere Lichtung mit etwa 10 Hektar Fläche dem Weg entlang, mit sandigen Äckern des Schilfsandsteins (Stuttgart-Formation) auf ihrer höherer Partie im Westen und Wiesen im Süden des alten Siedlungsplatzes. Wenig östlich der Wüstungsstelle beginnt eine kleine, ostwärts zur Bühleraue hinablaufende Waldklinge mit unbeständigem Bach, in der gleich zuoberst ein hinter einem Damm angestauter Kleinteich mehr und mehr verlandet.

## Geschichte
Der im Jahr 1340 Liuprechtzberg, später Luppoldsberg oder Luppoltzberg genannte Hof bei Thann (Bühlertann) wurde 1380 vom Kloster Ellwangen um 70 Gulden an einen Haller Bürger verkauft; dessen Sohn Luppold Eberhard, Pfarrer zu Mittelfischach, verkaufte ihn 1411 weiter, der Erwerber stiftete ihn dem Heiligkreuzaltar der Schwäbisch Haller Michaelskirche. Im Jahre 1562 erwarb die Herrschaft Limpurg von der Stadt Hall diesen Hof. 1578 verschaffte sich Limpurg im Tausch auch noch den Zehnten von Ellwangen. 1698 besicherte Schenk Vollrath zu Limpurg ein Darlehen, indem er den Hof Leipersberg als Pfand einsetzte.
1682 wurde der Hof im Erbgang in zwei Teile geteilt. 1741 gab es hier 3 Bauernstellen. Preschers Beschreibung der Grafschaft Limpurg aus dem Jahr 1790 nennt ebenfalls drei Familien mit insgesamt 15 Einwohnern. Eine Mühle bei Leippersberg war 1709 bereits abgegangen. Emil Dietz verortet sie östlich des Hofs an dem oben erwähnten namenlosen Bühlerzufluss.
Leippersberg, beim Limpurger Erbstreit nach Schenk Vollraths Tod dem Landesteil Limpurg-Sontheim-Obersontheim zugeteilt, gehörte nach dem Übergang an Württemberg zunächst zur Schultheißerei Unterfischach im Patrimonial-Obervogteiamt Obersontheim. 1812 war der Ort bereits der Amtsschultheißerei und späteren Gemeinde Geifertshofen im Oberamt Gaildorf zugewiesen worden, bei der er in der Folge verblieb.
Das Staatshandbuch von 1807/1808 weist darauf hin, dass der Hof eigentlich Filial der evangelischen Pfarrei Geifertshofen sei, der „gegenwärtige katholische Besitzer“ aber nach Bühlertann in die Kirche gehe. An diesen kirchlichen Verhältnissen änderte sich in späteren Jahren nichts: 1824 werden 11, 1852 dann 21 Einwohner genannt, sämtlich katholisch und der Pfarrei Bühlertann zugeordnet.
Die Flurkarte aus dem Jahr 1829 zeigt einen Hofraum mit einem größeren und drei kleineren Gebäuden. Das Wohnhaus des einen der beiden Höfe war seit 1897 unbewohnt, das andere brannte 1914 ab. In neueren Ortsverzeichnissen ist keine Wohnbevölkerung mehr nachgewiesen, als Katasterbezirk blieb die 68 Hektar große Gemarkung jedoch bis in die zweite Hälfte des 20. Jahrhunderts erhalten. Eine amtliche Karte von 1936 zeigt an der heutigen Wüstungsstelle noch drei größere und nahebei zwei kleine Gebäude; nach den Flächenauszeichnung auf dieser Karte war damals der größte Teil der zugehörigen Gemarkung noch Grünland, während heute darin der Wald dominiert.